# Francesc Canosa

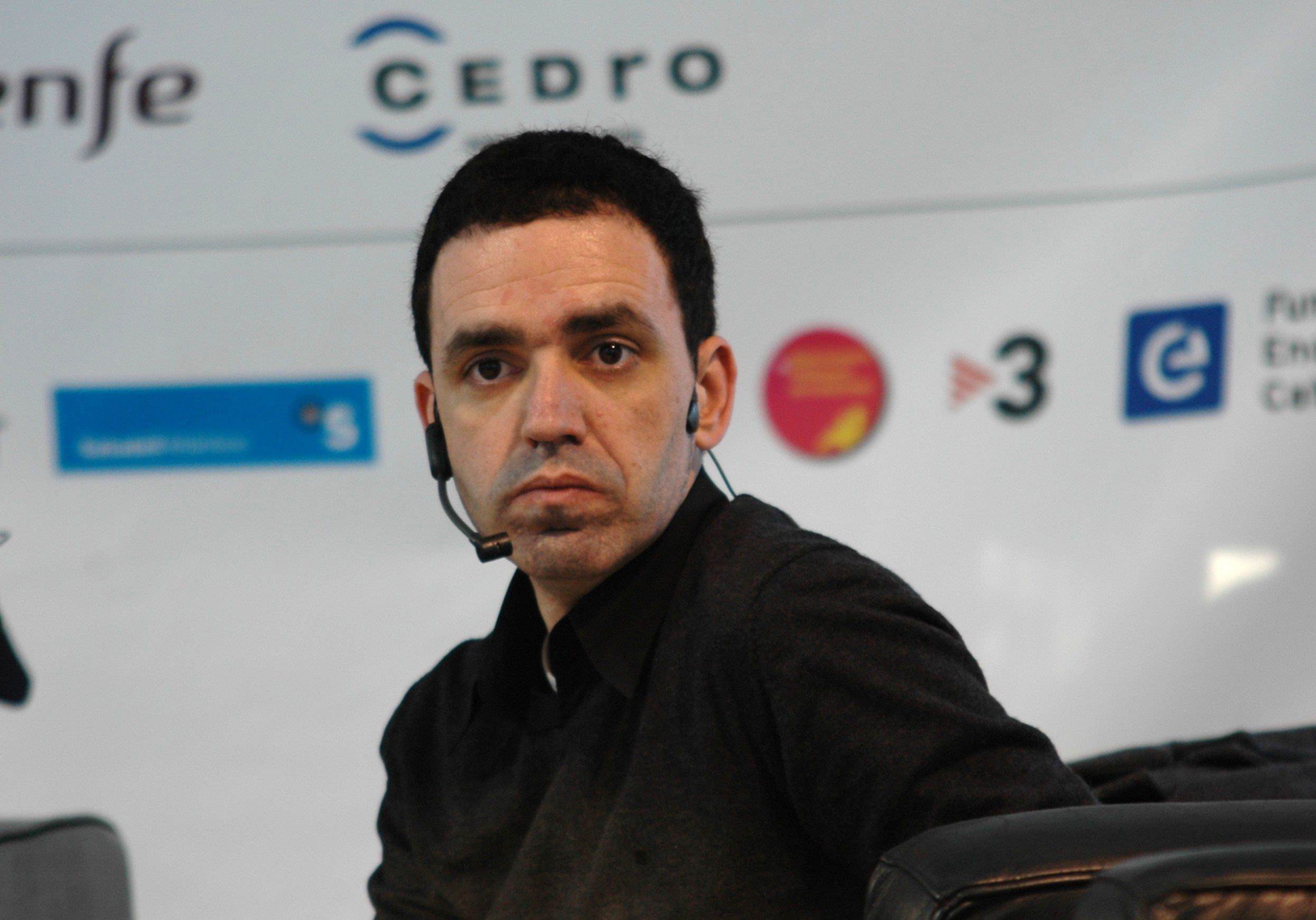
Francesc Canosa en un coloquio en la Semana del Libro en Catalán en San Cugat del Vallés en 2009.

Francesc Canosa i Farran (1975) es un periodista, guionista y escritor español.

## Biografía
Licenciado en periodismo y Doctor en Comunicación por la Facultat de Comunicació
Blanquerna, donde es profesor. Su tesis doctoral El sueño de una sociedad y de un periodismo. La televisión de papel 1931-1936 descubre los primeros intentos que hubo en Cataluña de crear una televisión.
Es editor de la editorial Trípodos; guionista y director de documentales y ha trabajado como reportero y guionista de televisión en TV3, Canal Estilo, Canal Nou, Telecinco, Antena 3, y en prensa en El Singular Digital, El País, La Mañana, Avui y El Periódico de Catalunya. Como escritor ha publicado varios libros sobre la memoria de Cataluña.
En octubre de 2009 la Editorial Dux saca a la luz la primera edición de República TV: La Cataluña de la primera televisión (Canosa, 2009b), que rescata la historia truncada de la primera televisión catalana impulsada por Ràdio Associació de Catalunya (RAC).